# Jean de Bonsi
Jean de Bonsi, in italiano Giovanni Bonsi (Firenze, 1554 – Roma, 4 luglio 1621), è stato un cardinale e vescovo cattolico italiano.

## Biografia
Figlio di Domenico, primo ministro del granduca di Toscana, e di Costanza Vettori, studiò all'Università di Padova legge canonica e civile. Ferdinando I de' Medici lo nominò arbitro per dirimere le contese territoriali tra Toscana e lo Stato Pontificio. Successivamente divenne avvocato a Roma.
L'11 febbraio 1598 fu nominato vescovo di Béziers, succedendo allo zio Tommaso; fu consacrato il 30 settembre successivo. Fece parte della delegazione per i negoziati per il matrimonio tra Enrico IV, re di Francia, e Maria de' Medici e proprio de Bonsi accompagnò la nuova regina in Francia.
Il 17 agosto 1611 fu creato cardinale da papa Paolo V. Solo nel 1615 ricevette la berretta cardinalizia ed il titolo cardinalizio di San Clemente. Partecipò al conclave del 1621, che elesse papa Gregorio XV. Nel 1621 optò per il titolo di Sant'Eusebio.

## Successione apostolica
La successione apostolica è:
- Vescovo Siméon-Étienne de Popian (1601)
- Vescovo Henri Louis Chasteigner de La Rocheposay (1612)
- Vescovo Domenico Bonsi (1616)
- Vescovo Michele Bonsi, O.F.M. (1617)
- Vescovo François de La Valette Cornusson (1618)